# Backasjön, Halland
Backasjön är en sjö i Halmstads kommun i Halland och ingår i Genevadsåns huvudavrinningsområde. Sjön har en area på 0,051 kvadratkilometer och ligger 46,8 meter över havet. Sjön avvattnas av vattendraget Alslövsån. Vid provfiske har abborre, gädda och mört fångats i sjön.

## Delavrinningsområde
Backasjön ingår i det delavrinningsområde (628291-133253) som SMHI kallar för Utloppet av Backasjön. Medelhöjden är 56 meter över havet och ytan är 0,48 kvadratkilometer. Räknas de 9 avrinningsområdena uppströms in blir den ackumulerade arean 36,04 kvadratkilometer. Alslövsån som avvattnar avrinningsområdet har biflödesordning 2, vilket innebär att vattnet flödar genom totalt 2 vattendrag innan det når havet efter 17 kilometer. Avrinningsområdet består mestadels av skog (71 procent). Avrinningsområdet har 0,05 kvadratkilometer vattenytor vilket ger det en sjöprocent på 10 procent.